# Tablice rejestracyjne w Czechosłowacji
Tablice rejestracyjne w Czechosłowacji – tablice rejestracyjne używane w Czechosłowacji, używane w latach 1918-1991.

## 1918–1932

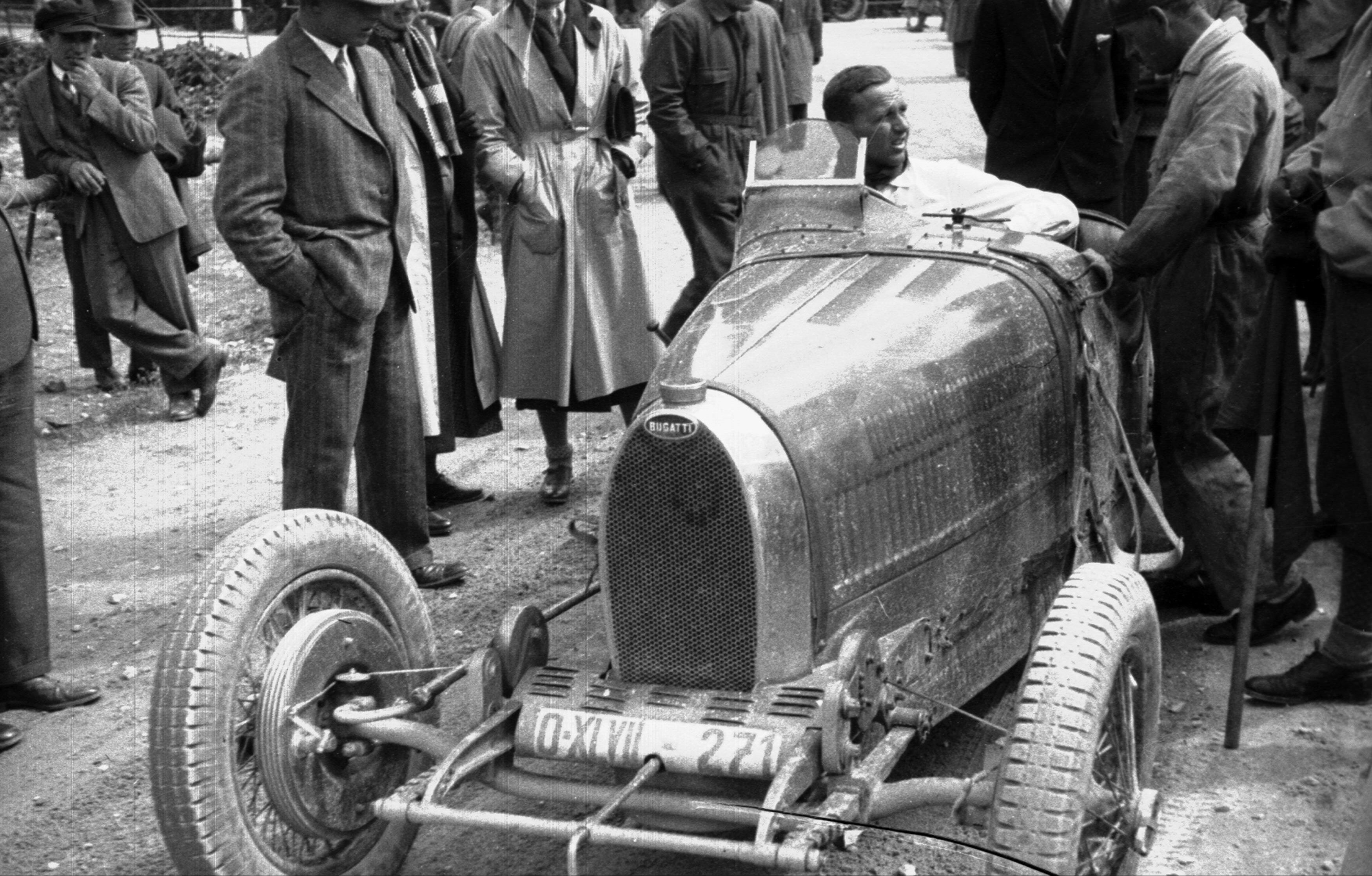
Samochód wyścigowy Bugatti z czechosłowackimi numerami rejestracyjnymi, 1931 rok

Początkowo po powstaniu niepodległej Czechosłowacji używany był w dalszym ciągu system numerów rejestracyjnych austro-węgierskich, składający się z litery, opcjonalnej liczby zapisanej liczebnikami rzymskimi, oraz numeru składającego się maksymalnie z trzech cyfr arabskich.  Pierwsza litera oznaczała dawne prowincje Austro-Węgier (N – miasto Praga, O – Czechy z wyjątkiem Pragi, P – Morawy, R – Śląsk), a ostatnia liczba stanowiła numer porządkowy. W miarę wyczerpywania się zakresów numerów (1–999), dodawano po literze liczebniki rzymskie. Tablice miały czarne znaki na białym tle, z wyjątkiem wojskowych, które miały kolory odwrócone. Na Słowacji nadawano natomiast węgierską czerwoną literę P (od węgierskiej nazwy Bratysławy), a na Rusi Podkarpackiej czarne litery PR.
Pojazdy były rejestrowane według miejsca zamieszkania właściciela, wobec czego pojazdy przedsiębiorstw ogólnokrajowych i wojskowe miały numery praskie. Od 1928 roku numery z serii morawskiej (P) były nadawane także na połączonym z Morawami Śląsku. System ten wraz ze wzrostem liczby pojazdów wyczerpał swoje możliwości, gdy pojawiły się długie numery w rodzaju: OLXXXVII-789.

## 1932-1939
W latach 1932–1939 czechosłowackie tablice rejestracyjne posiadały jedną literę i pięć cyfr. Litera oznaczała region z którego pochodził pojazd. 
Przykład tablicy samochodowej
Przykład tablicy motocyklowej
Przykład tablicy dla pojazdów wojskowych
Poniżej wyróżniki regionów:
Č - Kraina Czeska
M - Kraina Morawskośląska
S - Kraina Słowacka
P - obwód miasta Praga
R - Kraina Podkarpackoruska
D - wyróżnik używany przez Pocztę

## 1939-1945
Po utworzeniu Protektoratu Czech i Moraw podległym III Rzeszy w 1939 r. tablice rejestracyjne zmieniły swój wygląd. Posiadały dwie litery (wyróżnik miejsca) i pięć cyfr. Dodatkowo niektóre posiadały pieczątkę z niemiecką "wroną". 
Przykład tablicy samochodowej
Wyróżniki stosowane w tamtym okresie:
PA - Kraina Czeska
PB - Kraina Morawska
PC - wyróżnik używany przez Pocztę
PD - obwód miasta Praga
PS - wyróżnik dla organów bezpieczeństwa
PV - wyróżnik dla wojska

## 1945-1953

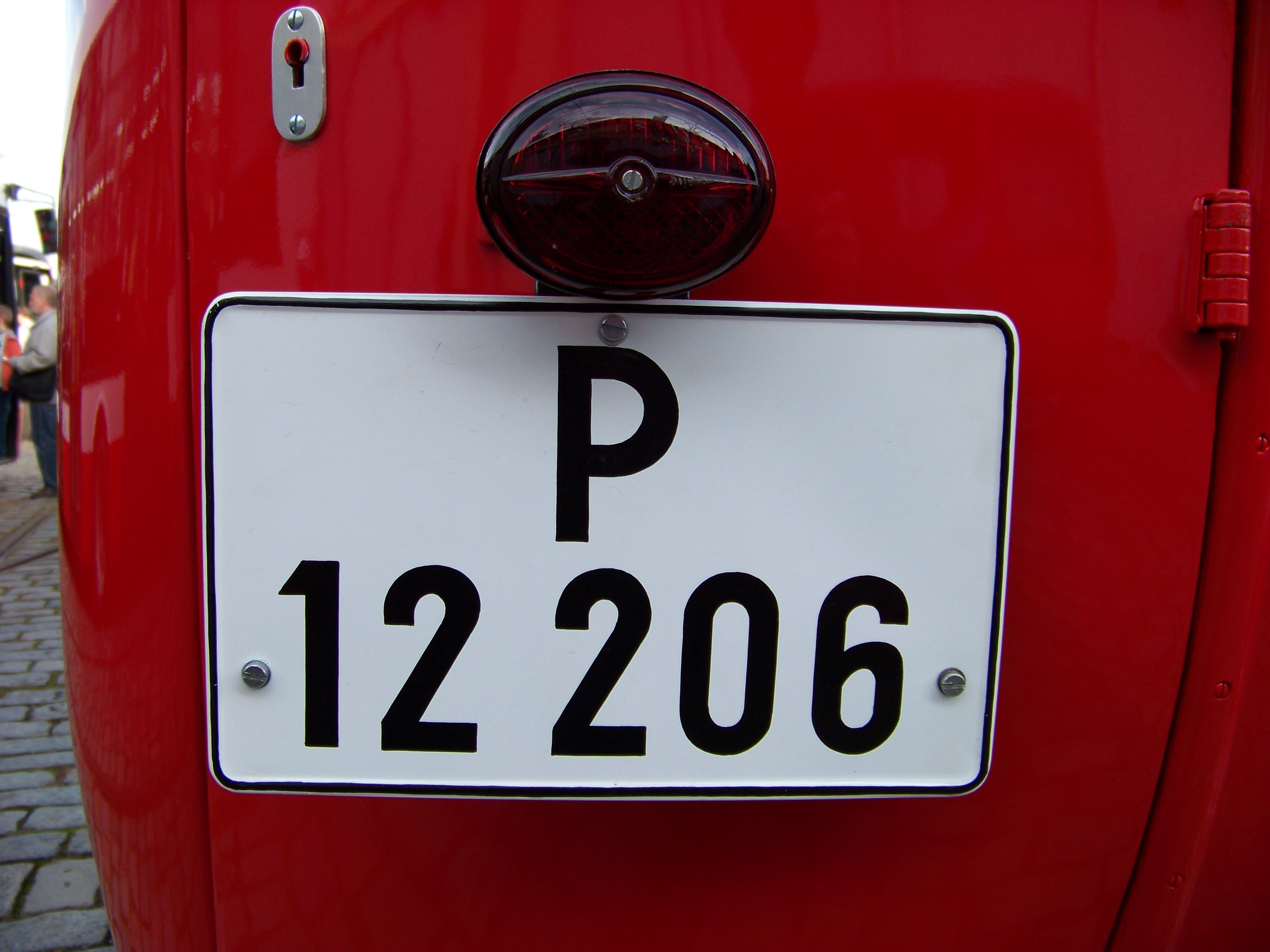
Replika tylnej tablicy rejestracyjnej na autobusie Škoda 706 RO, Muzeum Transportu Miejskiego w Pradze.

W 1945 r. Utworzono Republikę Czechosłowacką. Wprowadzono nowy wygląd tablic i zmieniono wyróżniki. 
Wyróżniki stosowane w tamtym okresie:
Č - Czechy
M - Morawy
S - Słowacja
Przykład tablicy samochodowej
Przykład tablicy motocyklowej
Wprowadzono nowy wzór tablic i nowe wyróżniki dla pojazdów państwowych. 
przykład tablicy państwowej
Wyróżniki dla pojazdów państwowych:
A - dla pojazdów ČSAD
B - dla pojazdów organów bezpieczeństwa
C - dla pojazdów Poczty
P - dla pojazdów zarejestrowanych w Pradze

## 1953-1960
W 1953 roku wprowadzono nowe tablice rejestracyjne o układzie "dwie litery – cztery cyfry", które zamiast wyróżnika miejsca zawierały serie zależne od typu pojazdu. Tablice zaczęły być produkowane w 1953 roku w sposób scentralizowany, tylko właściciel motocykla dodatkowo był obowiązany do wymalowania znaków na błotniku.
5 głównych grup stanowiły motocykle, samochody, ciężarówki, ciągniki i przyczepy. Po raz pierwszy wprowadzono znaki dla przyczep, początkowo tylko dla dużych samochodów ciężarowych.
Znaki serii:
- motocykle (czarne znaki, białe tło) KA do MZ, FL, SA do SF, a następnie inne serie zaczynające się na litery S i D;
- samochody osobowe (czarne znaki, białe tło) OA do PO, a następnie inne serie zaczynające się na litery P i R;
- samochody ciężarowe (czarne znaki, żółte tło) NA do NZ, IN, DN, a następnie seria zaczynająca się na literę B;
- ciągniki rolnicze (czarne znaki, żółte tło) TA do TU, a następnie seria zaczynająca się na literę J;
- przyczepy (czarne znaki, żółte tło) VA do VU, a następnie serie zaczynające się na  litery V i H.

Dla obcokrajowców przeznaczono tablice z czerwonymi literami na żółtym tle. Kody literowe: DZ i ZD dla dyplomatów oraz CZ dla pozostałych obcokrajowców.
Do jazd próbnych wydawano specjalne tablice z czerwonymi literami na białym tle, które w górnej części posiadały napis "ZKOUŠKA" (próba). Około roku 1959 uchylono ten wzór i zastąpiono go przez „specjalne tablice rejestracyjne”, które służyły także jako przewozowe. Górny wiersz zawierał literę odpowiadającą regionowi.
Tablice służb bezpieczeństwa pozostawiono w niezmienionym wzorze.

## 1960-1991
Wraz z reformą administracyjną w 1960 r. zaczęto przypisywać tablice rejestracyjne do powiatów, ale grafika tablic nie uległa zmianie. Okres wspólnego obowiązywania obu typów tablic trwał około 5 lat.
Na zwykłych tablicach rejestracyjnych grupa dwóch lub trzech liter towarzyszyła dwóm parom cyfr, oddzielonych myślnikiem. Później, w miejscu łącznika dla grupy liter, zarezerwowano miejsce na etykiety dla kontroli technicznej i pomiarów emisji.
Grupa liter oznaczała powiat, w którym pojazd został zarejestrowany. Każdemu powiatowi przydzielono jeden lub więcej dwuliterowych kodów, kombinacje dla Pragi rozpoczynając od litery A. Cyfry oznaczały numer seryjny rejestracji pod tym kodem. Różne kategorie pojazdów były zwykle zarezerwowane dla różnych grup liter lub różnych części serii liczbowej. Od 1967 r. używano tablic z trzyliterowym wyróżnikiem. W połowie lat siedemdziesiątych wprowadzono specjalną serię AA dla partii i urzędników rządowych korzystających ze specjalnych przywilejów. W 1978 r. wprowadzono nowe tablice dla małych przyczep samochodowych - o takiej samej zawartości znaków, co pojazd ciągnący, ale grupa liter na tablicy przyczepowej została umieszczona pomiędzy dwiema grupami po dwie cyfry.
Wyróżniki powiatów:
| Powiat                      | Wyróżnik    | Wyróżnik dla motorowerów | Powiat              | Wyróżnik   | Wyróżnik dla motorowerów |
| --------------------------- | ----------- | ------------------------ | ------------------- | ---------- | ------------------------ |
| Banská Bystrica             | BB, BC      | BB                       | Nový Jičín          | NJ         | NJ, NJA                  |
| Bardejov                    | BJ          |                          | Nymburk             | NB         | NY                       |
| Benešov                     | BN          | BN                       | Olomouc             | OC, OL, OM | OL, OLA                  |
| Beroun                      | BE          | BE                       | Opava               | OP         | OP, OPA                  |
| Blansko                     | BK          | BK                       | Ostrawa             | OS, OT, OV | OS                       |
| Bratysława                  | BA, BL, BT  | BA                       | Pardubice           | PA, PU     | PA                       |
| Bratysława - powiat ziemski | BH, BY      | BAO                      | Pelhřimov           | PE         | PE                       |
| Brno                        | BM, BS, BZ  | B                        | Písek               | PI         | PI                       |
| Brno - powiat ziemski       | BI, BO      | BO                       | Pilzno              | PM, PN     | PL                       |
| Bruntál                     | BR          | BR                       | Pilzno - południe   | PJ         | BH                       |
| Břeclav                     | BV          | BV, BF                   | Pilzno - północ     | PS         | PX                       |
| Čadca                       | CA          | CA                       | Poprad              | PP         | PP                       |
| Česká Lípa                  | CL          | CL                       | Považská Bystrica   | PX         | PBA                      |
| České Budějovice            | CB, CE      | ČB                       | Praga               | AB-AZ      | P                        |
| Český Krumlov               | CK          | ČK                       | Praga - wschód      | PH, PY     | PV                       |
| Cheb                        | CH          | CH                       | Praga - zachód      | PC, PZ     | PZ                       |
| Chomutov                    | CV          | CU                       | Prachatice          | PT         | PH                       |
| Chrudim                     | CR          | CR                       | Prešov              | PO         |                          |
| Děčín                       | DC          | DC                       | Prievidza           | PD         | PRZ                      |
| Dolný Kubín                 | DK          | DK                       | Prostějov           | PV         | PF                       |
| Domažlice                   | DO          | DO                       | Přerov              | PR         | PŘV                      |
| Dunajská Streda             | DS          |                          | Příbram             | PB         | PB                       |
| Frýdek-Místek               | FI, FM      | FM, MS                   | Rakovník            | RA         | RA                       |
| Galanta                     | GA          | GA                       | Rimavská Sobota     | RS         |                          |
| Gottwaldov / Zlín           | GT, GV / ZL | GV / ZL                  | Rokycany            | RO         | RO                       |
| Havlíčkův Brod              | HB          | HB                       | Rožňava             | RV         | RŽ                       |
| Hodonín                     | HO          | HD                       | Rychnov nad Kněžnou | RK         | RK                       |
| Hradec Králové              | HK, HR      | HK                       | Semily              | SM         | SM                       |
| Humenné                     | HN          | HN                       | Senica              | SE         | SN                       |
| Jablonec nad Nisou          | JN          | JN                       | Sokolov             | SO         | SO                       |
| Jeseník                     | JE          | ---                      | Spišská Nová Ves    | SN         | SNV                      |
| Jičín                       | JC          | JC                       | Stará Ľubovňa       | SL         |                          |
| Jihlava                     | JI          | JI                       | Strakonice          | ST         | ST                       |
| Jindřichův Hradec           | JH          | JH                       | Svidník             | SK         |                          |
| Karlovy Vary                | KR, KV      | KV                       | Svitavy             | SY         | SV                       |
| Karviná                     | KA, KI      | KA, KI                   | Šumperk             | SU         | ŠUK                      |
| Kladno                      | KD, KL      | KD                       | Tábor               | TA         | TA                       |
| Klatovy                     | KT          | KT                       | Tachov              | TC         | TH                       |
| Kolín                       | KO          | KN                       | Teplice             | TP         | TL                       |
| Komárno                     | KN          | KM                       | Topoľčany           | TO         | TY                       |
| Koszyce                     | KE          | KE                       | Trebišov            | TV         | TX                       |
| Koszyce - powiat ziemski    | KS          |                          | Trenčín             | TN         | TN                       |
| Kroměříž                    | KM          | KŽ                       | Trnava              | TT         | TR                       |
| Kutná Hora                  | KH          | KH                       | Trutnov             | TU         | TU                       |
| Levice                      | LV          | LV                       | Třebíč              | TR         | TČ                       |
| Liberec                     | LB, LI      | LI                       | Uherské Hradiště    | UH         | UH                       |
| Liptovský Mikuláš           | LM          | LM                       | Ústí nad Labem      | UL, US     | UL                       |
| Litoměřice                  | LT          | LT                       | Ústí nad Orlicí     | UO         | UO                       |
| Louny                       | LN          | LN                       | Veľký Krtíš         | VK         | VK                       |
| Lučenec                     | LC          | LU                       | Vranov nad Topľou   | VV         | VV                       |
| Martin                      | MT          | MT                       | Vsetín              | VS         | VS                       |
| Mělník                      | ME          | MĚ                       | Vyškov              | VY         | VY                       |
| Michalovce                  | MI          |                          | Znojmo              | ZN         | ZN                       |
| Mladá Boleslav              | MB          | MB                       | Zvolen              | ZV         | ZV, ZO                   |
| Most                        | MO          | MO                       | Žďár nad Sázavou    | ZR         | ŽR                       |
| Náchod                      | NA          | NA                       | Žiar nad Hronom     | ZH         |                          |
| Nitra                       | NI, NR      | NI                       | Žilina              | ZA, ZI     | ŽA                       |
| Nové Zámky                  | NZ          | NZA                      |                     |            |                          |

W latach sześćdziesiątych XX wieku wymieniono tablice dla cudzoziemców. Nowe tablice posiadały wyróżniki odpowiednich powiatów, ale zachowano czerwony i żółty kolor. Zostały ustanowione wyróżniki dyplomatyczne: DD dla dyplomatów, XX dla personelu oraz XO dla personelu zagranicznych misji i organizacji bez immunitetu dyplomatycznego. Od 1978 r. znaki tablic dla cudzoziemców były żółte na niebieskim tle. W przypadku cudzoziemców niebędących dyplomatami trzecia litera wyznaczała odpowiednio, że właściciel pojazdu pochodzi z kraju socjalistycznych (litera A) lub innego, zwłaszcza kapitalistycznego (litera B).
Tablice pojazdów wojskowych składały się wyłącznie z cyfr, tablice samochodów milicyjnych (bezpieczeństwa publicznego) składały się z litery B i grupy liczb.
Pomarańczowy (żółty) kolor tła wyróżniał pojazdy użytkowe (ciężarówki, pojazdy robocze, dostawcze i autobusy) od samochodów osobowych.
Tablice dla małych przyczep miały grupę liter umieszczoną pośrodku pomiędzy dwiema grupami cyfr, a dla dużych przyczep - żółty kolor tła.
Motocykle były wyposażane w małe prostokątne tablice z ukośnymi rogami. Podobnie wyglądały tablice motorowerowe, które właściciel musiał sam namalować. Posiadały one odrębne kody wyróżników
Pojazdy przeznaczone na wywóz miały tablice w postaci: dwie cyfry - dwie cyfry - dwuliterowy wyróżnik powiatu.
Specjalna tablica rejestracyjna (próbna i przewozowa) z kodem kraju samorządowego nie uległa zasadniczym zmianom, poza wprowadzeniem serii ZO. W 1984 r. znaki serii ZO zostały zlikwidowane, a zamiast specjalnych tablic rejestracyjnych zaczęto wydawać tablice przekładalne, zawierające zielone znaki i kod kraju. Zmieniono tablice próbne na zaczynające się od litery F (w całej Czechosłowacji), także z zielonymi znakami. W 1984 roku wprowadzono papierowe tablice służące do jednorazowego przewozu pojazdu. Dla pojazdów na wynajem ustanowiono tablice z czerwonymi znakami. Od 1985 r. zaprzestano używania myślnika po literach.

Od 1993 r. Republika Czeska kontynuowała czechosłowacki schemat tablic, ale zaczęła produkować znaki odblaskowe. Od 1 lipca 2001 r. rejestracja pojazdów przeszła z Ministerstwa Spraw Wewnętrznych do Ministerstwa Transportu, a wydawanie tablic - z policji do urzędów okręgowych; wprowadzono również nowy system.